# Kabola (plaats)
Kabola is een bestuurslaag in het regentschap Alor van de provincie Oost-Nusa Tenggara, Indonesië. Kabola telt 3325 inwoners (volkstelling 2010).